# Ferrocarril Talyllyn
El ferrocarril Talyllyn (en galés: Rheilffordd Talyllyn) es un ferrocarril de vía estrecha conservado en Gales, Reino Unido, funcionando a través de 11,67 km desde Tywyn hasta la costa del centro de Gales en la estación de Nant Gwernol,. La línea fue inaugurada en 1866 para transportar la pizarra de las canteras de Bryn Eglwys a Tywyn, y fue el primer ferrocarril de vía estrecha en Gran Bretaña autorizado por ley del Parlamento para poder llevar a pasajeros usando la tracción a vapor. A pesar de la gran escasez de inversiones, la línea permaneció abierta y en 1951 se convirtió en el primer ferrocarril en el mundo en ser preservado como patrimonio ferroviario por voluntarios.
Dada la preservación, el ferrocarril ha operado como una atracción turística, ampliando su material rodante a través de adquisiciones y un programa de ingeniería para la construcción de nuevas locomotoras y vagones. En 1976, una extensión se abrió a lo largo de la antigua mina de  Abergynolwyn hasta la nueva estación en Nant Gwernol. En 2001, la sociedad de preservación celebró su 50.º aniversario y en 2005 se llevó a cabo una importante reconstrucción y ampliación de la estación de Tywyn Wharf, incluyendo una instalación mucho más extensa para el museo del ferrocarril de vía estrecha.
El ferrocarril ficticio Ferrocarril Skarloey, que formó parte de la Railway Series de libros para niños escritos por Rev. W. Awdry, se basaba en el ferrocarril Talyllyn. La preservación de la línea inspiró la Comedía Ealing y la película El rayo de Titfield.

## Etimología
El origen del nombre del ferrocarril es incierto. Puede hacer referencia a la parroquia de Tal-y-llyn, que se encuentra en su término del este, o puede provenir del lago Tal-y-llyn, un gran lago cintiforme al pie de Cadair Idris a 4,8 km hacia el este.

## Ruta

Mapa de la ruta del ferrocarril Talyllyn.